# Dar al Kuti
Dar al Kuti (một số nguồn ghi là "Dar al-Kuri") là một nhà nước Hồi giáo ở khu vực ngày nay là trung tâm và phía tây bắc của Cộng hòa Trung Phi, tồn tại từ khoảng năm 1830 đến ngày 17 tháng 12 năm 1912. Từ khoảng năm 1800, tên Dar al-Kuti đã được đặt cho một khu vực biên giới ở phía tây nam của Wadai, một vương quốc ở vùng hồ Tchad. Thuật ngữ "dar" có nghĩa là "nơi ở" trong tiếng Ả Rập, trong khi thuật ngữ "kuti" trong ngôn ngữ địa phương có nghĩa là một khu rừng hoặc khu vực có nhiều cây cối rậm rạp.

### Sự cai trị của Muhammad al-Sanusi (1890-1911)

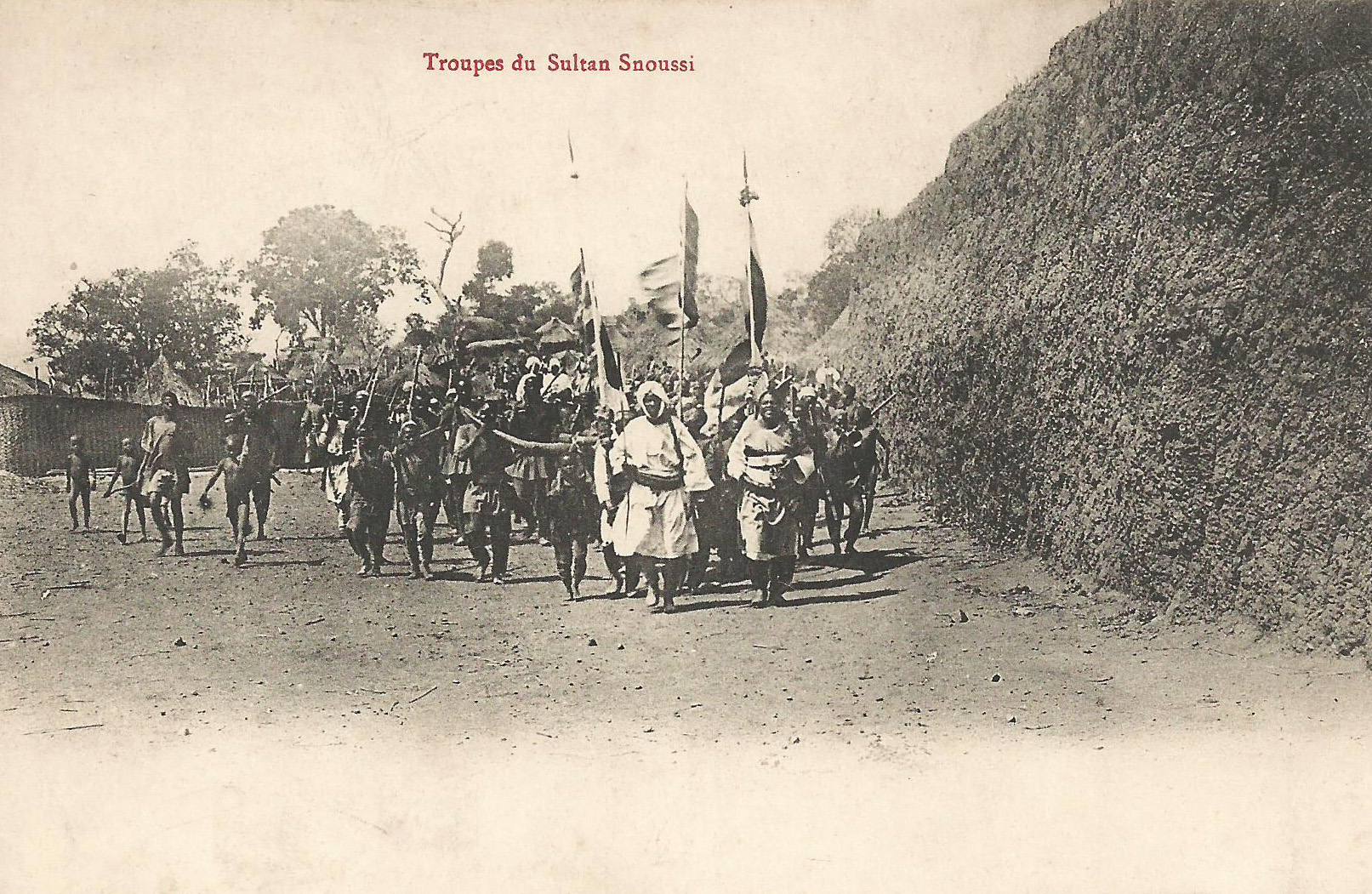
Muhammad al-Sanusi tập hợp quân đội của mình trong pháo đài kiên cố tại N'Délé.

## Lịch sử

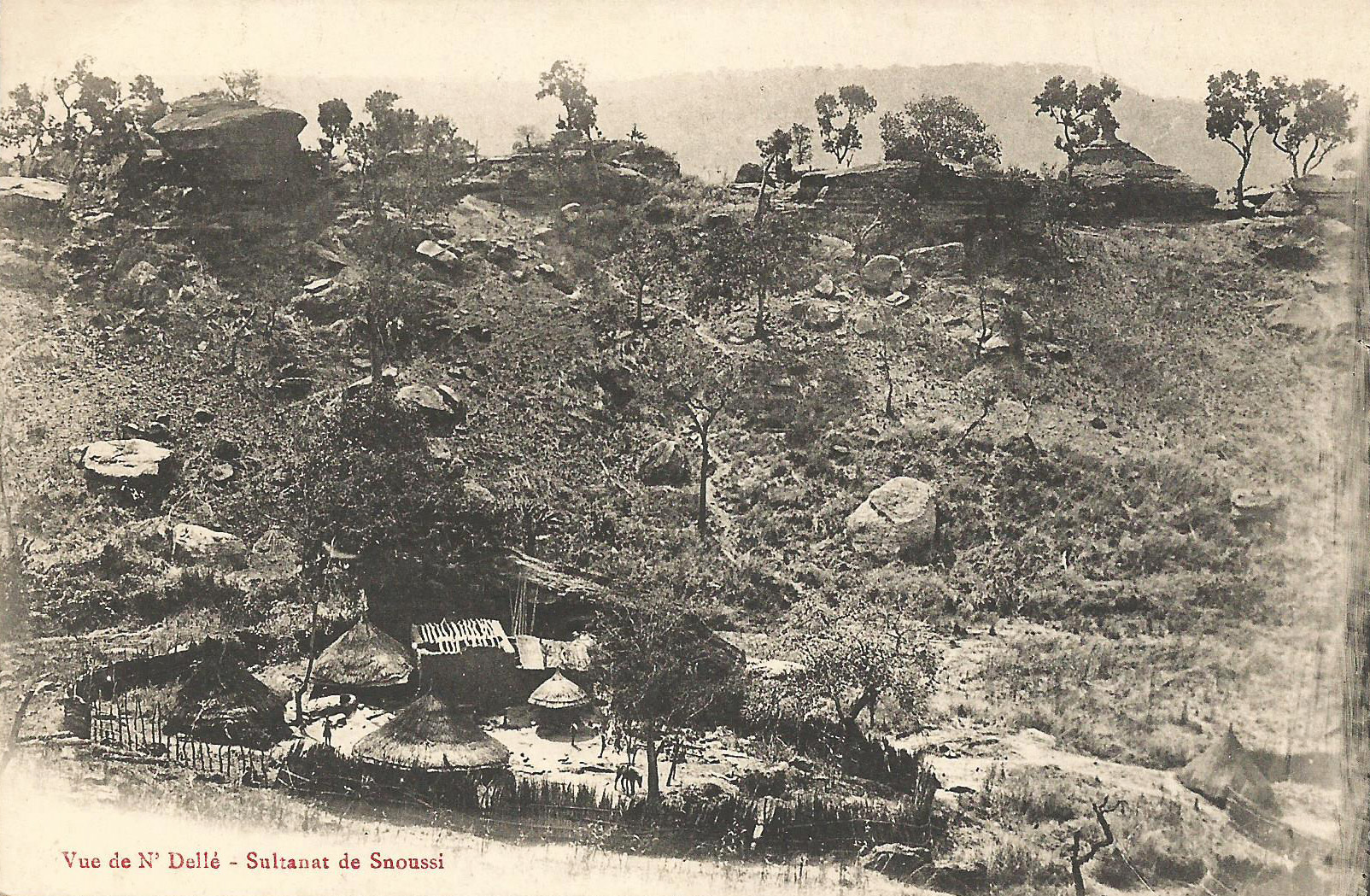
Một khu dân cư ở Dar al Kuti.